# 4219 Накамура
4219 Накамура (4219 Nakamura) — астероїд головного поясу, відкритий 19 лютого 1988 року.
Тіссеранів параметр щодо Юпітера — 3,474.
Названо на честь Накамура (яп. なかむら(中村) накамура)